# Campeonato Sudamericano de Baloncesto Femenino de 2016
El Campeonato Sudamericano Femenino de Baloncesto de 2016 se disputó entre el 20 y el 26 de mayo en el Domo Bolivariano de Barquisimeto, Venezuela. El torneo otorgó cuatro cupos para el Campeonato FIBA Américas Femenino de 2017.

## Sistema de competición
Las nueve selecciones participantes se dividieron en dos grupos (A y B). Los mejores dos equipos de cada grupo clasificaron a una semifinal donde el primer lugar del Grupo A jugó contra el segundo clasificado del Grupo B y viceversa. Los ganadores de la semifinal avanzaron a la Final.
| Grupo A  | Grupo B   |
| -------- | --------- |
| Brasil   | Ecuador   |
| Chile    | Argentina |
| Colombia | Perú      |
| Paraguay | Venezuela |
| Uruguay  |           |

### Grupo A
|   | Equipo   | Pts | J | G | P | PF  | PC  | Dif  |
| - | -------- | --- | - | - | - | --- | --- | ---- |
| 1 | Brasil   | 8   | 4 | 4 | 0 | 423 | 186 | 237  |
| 2 | Colombia | 7   | 4 | 3 | 1 | 401 | 272 | 129  |
| 3 | Paraguay | 5   | 4 | 2 | 2 | 296 | 437 | -141 |
| 4 | Chile    | 5   | 4 | 1 | 3 | 229 | 319 | -90  |
| 5 | Uruguay  | 4   | 4 | 0 | 4 | 193 | 328 | -135 |

| 20 de mayo, 14:30                            | Chile                                        | 38 - 79                                      | Colombia |  |
| Reporte                                      |                                              |                                              | |  |
| Parciales: 4 - 18, 10 - 23, 11 - 16, 13 - 22 | Parciales: 4 - 18, 10 - 23, 11 - 16, 13 - 22 | Parciales: 4 - 18, 10 - 23, 11 - 16, 13 - 22 | Domo Bolivariano, Barquisimeto Árbitro(s): Leonardo Damian Zalazar (ARG) Julio Anaya (PAN) Dayana Alcira Oliveros Sánchez (VEN) |  |
| T. Gómez 10                                  | Pts                                          | 16 M. Martínez                               | Domo Bolivariano, Barquisimeto Árbitro(s): Leonardo Damian Zalazar (ARG) Julio Anaya (PAN) Dayana Alcira Oliveros Sánchez (VEN) |  |
| A. Angotzi 4                                 | Rebs                                         | 8 M. Martínez                                | Domo Bolivariano, Barquisimeto Árbitro(s): Leonardo Damian Zalazar (ARG) Julio Anaya (PAN) Dayana Alcira Oliveros Sánchez (VEN) |  |
| T. Gomez 1                                   | Asists                                       | 6 M. Ríos                                    | Domo Bolivariano, Barquisimeto Árbitro(s): Leonardo Damian Zalazar (ARG) Julio Anaya (PAN) Dayana Alcira Oliveros Sánchez (VEN) |  |

| 20 de mayo, 16:45                           | Uruguay                                     | 42 - 115                                    | Brasil |  |
| Reporte                                     |                                             |                                             | |  |
| Parciales: 4 - 30, 16 - 27, 9 - 22, 13 - 36 | Parciales: 4 - 30, 16 - 27, 9 - 22, 13 - 36 | Parciales: 4 - 30, 16 - 27, 9 - 22, 13 - 36 | Domo Bolivariano, Barquisimeto Árbitro(s): Daniel Alberto García Nieves (VEN) German Guillermo Martínez Horna (PER) Carlos Andrés Peralta Ortega (ECU) |  |
| F. Sergio 7                                 | Pts                                         | 21 N. Colhado                               | Domo Bolivariano, Barquisimeto Árbitro(s): Daniel Alberto García Nieves (VEN) German Guillermo Martínez Horna (PER) Carlos Andrés Peralta Ortega (ECU) |  |
| F. Sergio 5                                 | Rebs                                        | 9 N. Colhado                                | Domo Bolivariano, Barquisimeto Árbitro(s): Daniel Alberto García Nieves (VEN) German Guillermo Martínez Horna (PER) Carlos Andrés Peralta Ortega (ECU) |  |
| Y. Lopez 1                                  | Asists                                      | 6 N. Colhado                                | Domo Bolivariano, Barquisimeto Árbitro(s): Daniel Alberto García Nieves (VEN) German Guillermo Martínez Horna (PER) Carlos Andrés Peralta Ortega (ECU) |  |

| 21 de mayo, 11:30                     | Paraguay                              | 62 - 56                               | Uruguay                                                                                    |  |
| Reporte                               |                                       |                                       |                                                                                            |  |
| Parciales: 18-13, 12-14, 12-14, 18-15 | Parciales: 18-13, 12-14, 12-14, 18-15 | Parciales: 18-13, 12-14, 12-14, 18-15 | Domo Bolivariano, Barquisimeto Árbitro(s): Leonardo Damian Zalazar (ARG) Julio Anaya (PAN) |  |
| M. Caraves 26                         | Pts                                   | 15 V. Pereyra                         | Domo Bolivariano, Barquisimeto Árbitro(s): Leonardo Damian Zalazar (ARG) Julio Anaya (PAN) |  |
| M. Mercado 11                         | Rebs                                  | 9 F. Somma                            | Domo Bolivariano, Barquisimeto Árbitro(s): Leonardo Damian Zalazar (ARG) Julio Anaya (PAN) |  |
| M. Mercado 5                          | Asists                                | 4 S. Bello                            | Domo Bolivariano, Barquisimeto Árbitro(s): Leonardo Damian Zalazar (ARG) Julio Anaya (PAN) |  |

| 21 de mayo, 16:15                             | Brasil                                        | 104 - 54                                      | Chile |  |
| Reporte                                       |                                               |                                               | |  |
| Parciales: 26 - 13, 22 - 12, 29 - 11, 27 - 18 | Parciales: 26 - 13, 22 - 12, 29 - 11, 27 - 18 | Parciales: 26 - 13, 22 - 12, 29 - 11, 27 - 18 | Domo Bolivariano, Barquisimeto Árbitro(s): Daniel Alberto García Nieves (VEN) German Guillermo Martínez Horna (PER) Dayana Alcira Oliveros Sánchez (VEN) |  |
| C. Iziane 16                                  | Pts                                           | 12 B. Cousiño                                 | Domo Bolivariano, Barquisimeto Árbitro(s): Daniel Alberto García Nieves (VEN) German Guillermo Martínez Horna (PER) Dayana Alcira Oliveros Sánchez (VEN) |  |
| N. Colhado 8                                  | Rebs                                          | 6 C. Abuyeres                                 | Domo Bolivariano, Barquisimeto Árbitro(s): Daniel Alberto García Nieves (VEN) German Guillermo Martínez Horna (PER) Dayana Alcira Oliveros Sánchez (VEN) |  |
| R. Joice 7                                    | Asists                                        | 3 A. Angotzi                                  | Domo Bolivariano, Barquisimeto Árbitro(s): Daniel Alberto García Nieves (VEN) German Guillermo Martínez Horna (PER) Dayana Alcira Oliveros Sánchez (VEN) |  |

| 22 de mayo, 11:30                             | Chile                                         | 69 - 83                                       | Paraguay |  |
| Reporte                                       |                                               |                                               | |  |
| Parciales: 20 - 27, 15 - 22, 13 - 19, 21 - 15 | Parciales: 20 - 27, 15 - 22, 13 - 19, 21 - 15 | Parciales: 20 - 27, 15 - 22, 13 - 19, 21 - 15 | Domo Bolivariano, Barquisimeto Árbitro(s): Daniel Alberto García Nieves (VEN) German Guillermo Martínez Horna (PER) Carlos Andrés Peralta Ortega (ECU) |  |
| T. Gomez 27                                   | Pts                                           | 24 M. Mercado                                 | Domo Bolivariano, Barquisimeto Árbitro(s): Daniel Alberto García Nieves (VEN) German Guillermo Martínez Horna (PER) Carlos Andrés Peralta Ortega (ECU) |  |
| J. Fuentes 11                                 | Rebs                                          | 9 M. Caraves                                  | Domo Bolivariano, Barquisimeto Árbitro(s): Daniel Alberto García Nieves (VEN) German Guillermo Martínez Horna (PER) Carlos Andrés Peralta Ortega (ECU) |  |
| B. Cousiño 6                                  | Asists                                        | 6 M. Mercado                                  | Domo Bolivariano, Barquisimeto Árbitro(s): Daniel Alberto García Nieves (VEN) German Guillermo Martínez Horna (PER) Carlos Andrés Peralta Ortega (ECU) |  |

| 22 de mayo, 13:45                             | Colombia                                      | 55 - 76                                       | Brasil |  |
| Reporte                                       |                                               |                                               | |  |
| Parciales: 11 - 17, 11 - 18, 15 - 25, 18 - 16 | Parciales: 11 - 17, 11 - 18, 15 - 25, 18 - 16 | Parciales: 11 - 17, 11 - 18, 15 - 25, 18 - 16 | Domo Bolivariano, Barquisimeto Árbitro(s): Reynaldo Mercedes (DOM) Dayana Alcira Oliveros Sánchez (VEN) Leonardo Damian Zalazar (ARG) |  |
| N. Mosquera 12                                | Pts                                           | 22 C. Iziane                                  | Domo Bolivariano, Barquisimeto Árbitro(s): Reynaldo Mercedes (DOM) Dayana Alcira Oliveros Sánchez (VEN) Leonardo Damian Zalazar (ARG) |  |
| N. Mosquera 5                                 | Rebs                                          | 11 N. Colhado                                 | Domo Bolivariano, Barquisimeto Árbitro(s): Reynaldo Mercedes (DOM) Dayana Alcira Oliveros Sánchez (VEN) Leonardo Damian Zalazar (ARG) |  |
| M. Palacio 3                                  | Asists                                        | 3 G. Justino                                  | Domo Bolivariano, Barquisimeto Árbitro(s): Reynaldo Mercedes (DOM) Dayana Alcira Oliveros Sánchez (VEN) Leonardo Damian Zalazar (ARG) |  |

| 23 de mayo, 11:30                            | Uruguay                                      | 53 - 68                                      | Chile                          |  |
| Reporte                                      |                                              |                                              |                                |  |
| Parciales: 14 - 22, 13 - 15, 9 - 10, 17 - 21 | Parciales: 14 - 22, 13 - 15, 9 - 10, 17 - 21 | Parciales: 14 - 22, 13 - 15, 9 - 10, 17 - 21 | Domo Bolivariano, Barquisimeto |  |
| V. Pereyra 17                                | Pts                                          | 13 T. Gómez                                  | Domo Bolivariano, Barquisimeto |  |
| F. Somma 10                                  | Rebs                                         | 12 T. Gómez                                  | Domo Bolivariano, Barquisimeto |  |
| Y. López 2                                   | Asists                                       | 4 J. Morales                                 | Domo Bolivariano, Barquisimeto |  |

| 23 de mayo, 16:45                             | Paraguay                                      | 58 - 92                                       | Colombia                       |  |
| Reporte                                       |                                               |                                               |                                |  |
| Parciales: 12 - 20, 13 - 23, 22 - 20, 11 - 29 | Parciales: 12 - 20, 13 - 23, 22 - 20, 11 - 29 | Parciales: 12 - 20, 13 - 23, 22 - 20, 11 - 29 | Domo Bolivariano, Barquisimeto |  |
| T. Farfán 14                                  | Pts                                           | 23 N. Mosquera                                | Domo Bolivariano, Barquisimeto |  |
| T. Farfán 4                                   | Rebs                                          | 10 J. Muñoz                                   | Domo Bolivariano, Barquisimeto |  |
| M. Caraves 4                                  | Asists                                        | 8 M. Martínez                                 | Domo Bolivariano, Barquisimeto |  |

| 24 de mayo, 16:45                           | Colombia                                    | 83 - 42                                     | Uruguay                        |  |
| Reporte                                     |                                             |                                             |                                |  |
| Parciales: 16 - 10, 18 - 8, 22 - 8, 27 - 16 | Parciales: 16 - 10, 18 - 8, 22 - 8, 27 - 16 | Parciales: 16 - 10, 18 - 8, 22 - 8, 27 - 16 | Domo Bolivariano, Barquisimeto |  |
| M. Delgado 23                               | Pts                                         | 11 V. Pereyra                               | Domo Bolivariano, Barquisimeto |  |
| D. Prens 12                                 | Rebs                                        | 6 F. Sergio                                 | Domo Bolivariano, Barquisimeto |  |
| M. Tapias 7                                 | Asists                                      | 3 F. Martinelli                             | Domo Bolivariano, Barquisimeto |  |

| 24 de mayo, 19:00                          | Brasil                                     | 128 - 35                                   | Paraguay                       |  |
| Reporte                                    |                                            |                                            |                                |  |
| Parciales: 39 - 19, 32 - 4, 28 - 5, 28 - 7 | Parciales: 39 - 19, 32 - 4, 28 - 5, 28 - 7 | Parciales: 39 - 19, 32 - 4, 28 - 5, 28 - 7 | Domo Bolivariano, Barquisimeto |  |
| R. Patty 19                                | Pts                                        | 11 A. Huttemann                            | Domo Bolivariano, Barquisimeto |  |
| S. Kelly 11                                | Rebs                                       | 5 P. Niz                                   | Domo Bolivariano, Barquisimeto |  |
| R. Joice 15                                | Asists                                     | 2 M. Mercado                               | Domo Bolivariano, Barquisimeto |  |

### Grupo B
|   | Equipo    | Pts | J | G | P | PF  | PC  | Dif  |
| - | --------- | --- | - | - | - | --- | --- | ---- |
| 1 | Venezuela | 6   | 3 | 3 | 0 | 244 | 165 | 79   |
| 2 | Argentina | 5   | 3 | 2 | 1 | 227 | 121 | 106  |
| 3 | Ecuador   | 4   | 3 | 1 | 2 | 166 | 219 | -53  |
| 4 | Perú      | 3   | 3 | 0 | 3 | 124 | 256 | -132 |

| 21 de mayo, 13:45                           | Argentina                                   | 71 - 35                                     | Ecuador                        |  |
| Reporte                                     |                                             |                                             |                                |  |
| Parciales: 17 - 7, 16 - 11, 13 - 6, 25 - 11 | Parciales: 17 - 7, 16 - 11, 13 - 6, 25 - 11 | Parciales: 17 - 7, 16 - 11, 13 - 6, 25 - 11 | Domo Bolivariano, Barquisimeto |  |
| G. Vega 19                                  | Pts                                         | 16 K. Yepez                                 | Domo Bolivariano, Barquisimeto |  |
| G. Vega 12                                  | Rebs                                        | 5 D. Salcedo                                | Domo Bolivariano, Barquisimeto |  |
| O. Santana 4                                | Asists                                      | 1 M. Caicedo                                | Domo Bolivariano, Barquisimeto |  |

| 21 de mayo, 19:00                             | Perú                                          | 52 - 82                                       | Venezuela                      |  |
| Reporte                                       |                                               |                                               |                                |  |
| Parciales: 15 - 21, 12 - 15, 10 - 25, 15 - 21 | Parciales: 15 - 21, 12 - 15, 10 - 25, 15 - 21 | Parciales: 15 - 21, 12 - 15, 10 - 25, 15 - 21 | Domo Bolivariano, Barquisimeto |  |
| D. Porras 22                                  | Pts                                           | 20 w. Perez                                   | Domo Bolivariano, Barquisimeto |  |
| x. Vegas 9                                    | Rebs                                          | 11 D. Wallen                                  | Domo Bolivariano, Barquisimeto |  |
| X. Vega 4                                     | Asists                                        | 7 w. Perez                                    | Domo Bolivariano, Barquisimeto |  |

| 22 de mayo, 16:45                         | Argentina                                 | 89 - 15                                   | Perú |  |
| Reporte                                   |                                           |                                           | |  |
| Parciales: 31 - 2, 17 - 5, 15 - 0, 26 - 8 | Parciales: 31 - 2, 17 - 5, 15 - 0, 26 - 8 | Parciales: 31 - 2, 17 - 5, 15 - 0, 26 - 8 | Domo Bolivariano, Barquisimeto Árbitro(s): Andrés Bartel (URU) Sebastián Negron (CHI) Gustavo Vera (VEN) |  |
| S. Thomas 15                              | Pts                                       | 5 A. Farfan                               | Domo Bolivariano, Barquisimeto Árbitro(s): Andrés Bartel (URU) Sebastián Negron (CHI) Gustavo Vera (VEN) |  |
| G. Vega 10                                | Rebs                                      | 7 X. Vega                                 | Domo Bolivariano, Barquisimeto Árbitro(s): Andrés Bartel (URU) Sebastián Negron (CHI) Gustavo Vera (VEN) |  |
| M. Gretter 10                             | Asists                                    | 1 X. Vega                                 | Domo Bolivariano, Barquisimeto Árbitro(s): Andrés Bartel (URU) Sebastián Negron (CHI) Gustavo Vera (VEN) |  |

| 22 de mayo, 19:00                            | Ecuador                                      | 46 - 91                                      | Venezuela                                                                                           |  |
| Reporte                                      |                                              |                                              | |  |
| Parciales: 10 - 25, 13 - 22, 6 - 25, 17 - 19 | Parciales: 10 - 25, 13 - 22, 6 - 25, 17 - 19 | Parciales: 10 - 25, 13 - 22, 6 - 25, 17 - 19 | Domo Bolivariano, Barquisimeto Árbitro(s): Andreia Silva (BRA) Julio Anaya (PAN) Carlos Velez (COL) |  |
| D. Salcedo 14                                | Pts                                          | 15 W. Pérez                                  | Domo Bolivariano, Barquisimeto Árbitro(s): Andreia Silva (BRA) Julio Anaya (PAN) Carlos Velez (COL) |  |
| D. Salcedo 5                                 | Rebs                                         | 6 D. Wallen                                  | Domo Bolivariano, Barquisimeto Árbitro(s): Andreia Silva (BRA) Julio Anaya (PAN) Carlos Velez (COL) |  |
| T. Patiño 3                                  | Asists                                       | 6 R. Silva                                   | Domo Bolivariano, Barquisimeto Árbitro(s): Andreia Silva (BRA) Julio Anaya (PAN) Carlos Velez (COL) |  |

| 23 de mayo, 13:45                             | Ecuador                                       | 85 - 57                                       | Perú                           |  |
| Reporte                                       |                                               |                                               |                                |  |
| Parciales: 24 - 14, 23 - 16, 23 - 15, 15 - 12 | Parciales: 24 - 14, 23 - 16, 23 - 15, 15 - 12 | Parciales: 24 - 14, 23 - 16, 23 - 15, 15 - 12 | Domo Bolivariano, Barquisimeto |  |
| D. Salcedo 16                                 | Pts                                           | 18 A. Farfán                                  | Domo Bolivariano, Barquisimeto |  |
| M. Caicedo 8                                  | Rebs                                          | 8 M. Bellatin                                 | Domo Bolivariano, Barquisimeto |  |
| T. Patiño 6                                   | Asists                                        | 3 X. Vega                                     | Domo Bolivariano, Barquisimeto |  |

| 23 de mayo, 19:00                           | Venezuela                                   | 71 - 67                                     | Argentina                      |  |
| Reporte                                     |                                             |                                             |                                |  |
| Parciales: 16 - 16, 9 - 20, 26 - 14, 9 - 10 | Parciales: 16 - 16, 9 - 20, 26 - 14, 9 - 10 | Parciales: 16 - 16, 9 - 20, 26 - 14, 9 - 10 | Domo Bolivariano, Barquisimeto |  |
| I. Marquéz 23                               | Pts                                         | 22 G. Vega                                  | Domo Bolivariano, Barquisimeto |  |
| W. Peréz 9                                  | Rebs                                        | 13 G. Vega                                  | Domo Bolivariano, Barquisimeto |  |
| W. Peréz 9                                  | Asists                                      | 6 M. Gretter                                | Domo Bolivariano, Barquisimeto |  |

## Partidos de reclasificación

### Partido por el quinto puesto
| 25 de mayo, 14:30 | Paraguay                       | 72 -52 | Ecuador |  |
| Reporte           | Domo Bolivariano, Barquisimeto |        |         |  |

## Fase final
|  | Semifinales              | Semifinales              |    |                          | Final                    | Final |  |
|  |                          |                          |    |                          |                          |       |  |
|  |                          |                          |    |                          |                          |       |  |
|  | Barquisimeto, 25 de mayo |                          |    |                          |                          |       |  |
|  | Brasil                   | 73                       |    |                          |                          |       |  |
|  | Argentina                | 57                       |    |                          |                          |       |  |
|  |                          |                          |    |                          |                          |       |  |
|  |                          |                          |    |                          | Barquisimeto, 26 de mayo |       |  |
|  |                          |                          |    |                          | Brasil                   | 94    |  |
|  |                          | Venezuela                | 75 |                          |                          |       |  |
|  |                          |                          |    |                          |                          |       |  |
|  |                          |                          |    |                          |                          |       |  |
|  |                          |                          |    |                          | Tercer lugar             |       |  |
|  | Barquisimeto, 25 de mayo | Barquisimeto, 25 de mayo |    | Barquisimeto, 26 de mayo | Barquisimeto, 26 de mayo |       |  |
|  | Venezuela                | 67                       |    | Argentina                | 55                       |       |  |
|  | Colombia                 | 59                       |    |                          | Colombia                 | 59    |  |

### Semifinales
| 25 de mayo, 16:45                            | Brasil                                       | 73 - 57                                      | Argentina                                                                                               |  |
| Reporte                                      |                                              |                                              | |  |
| Parciales: 18 - 10, 16 - 15, 17 - 26, 22 - 6 | Parciales: 18 - 10, 16 - 15, 17 - 26, 22 - 6 | Parciales: 18 - 10, 16 - 15, 17 - 26, 22 - 6 | Domo Bolivariano, Barquisimeto Árbitro(s): Reynaldo Mercedes (DOM) Julio Anaya (PAN) Carlos Velez (COL) |  |
| C. Iziane 19                                 | Pts                                          | 14 G. Vega                                   | Domo Bolivariano, Barquisimeto Árbitro(s): Reynaldo Mercedes (DOM) Julio Anaya (PAN) Carlos Velez (COL) |  |
| N. Colhado 12                                | Rebs                                         | 6 G. Vega                                    | Domo Bolivariano, Barquisimeto Árbitro(s): Reynaldo Mercedes (DOM) Julio Anaya (PAN) Carlos Velez (COL) |  |
| R. Joice 7                                   | Asists                                       | 6 M. Gretter                                 | Domo Bolivariano, Barquisimeto Árbitro(s): Reynaldo Mercedes (DOM) Julio Anaya (PAN) Carlos Velez (COL) |  |

| 25 de mayo, 19:00                             | Venezuela                                     | 67 - 59                                       | Colombia                       |  |
| Reporte                                       |                                               |                                               |                                |  |
| Parciales: 15 - 13, 17 - 14, 23 - 12, 12 - 20 | Parciales: 15 - 13, 17 - 14, 23 - 12, 12 - 20 | Parciales: 15 - 13, 17 - 14, 23 - 12, 12 - 20 | Domo Bolivariano, Barquisimeto |  |
| W. Pérez 17                                   | Pts                                           | 23 M. Martínez                                | Domo Bolivariano, Barquisimeto |  |
| W. Pérez 10                                   | Rebs                                          | 11 N. Mosquera                                | Domo Bolivariano, Barquisimeto |  |
| I. Márquez 4                                  | Asists                                        | 10 M. Palacio                                 | Domo Bolivariano, Barquisimeto |  |

### Partido por el tercer puesto
| 26 de mayo, 16:45                            | Argentina                                    | 55 - 59                                      | Colombia                       |  |
| Reporte                                      |                                              |                                              |                                |  |
| Parciales: 14 - 17, 9 - 13, 19 - 14, 13 - 15 | Parciales: 14 - 17, 9 - 13, 19 - 14, 13 - 15 | Parciales: 14 - 17, 9 - 13, 19 - 14, 13 - 15 | Domo Bolivariano, Barquisimeto |  |
| A. Boquete 14                                | Pts                                          | 17 M. Palacio                                | Domo Bolivariano, Barquisimeto |  |
| M. Rosset 6                                  | Rebs                                         | 14 D. Prens                                  | Domo Bolivariano, Barquisimeto |  |
| C. Fiorotto 2                                | Asists                                       | 5 M. Palacio                                 | Domo Bolivariano, Barquisimeto |  |

### Final
| 26 de mayo, 19:00                             | Brasil                                        | 94 - 75                                       | Venezuela                      |  |
| Reporte                                       |                                               |                                               |                                |  |
| Parciales: 28 - 12, 27 - 13, 20 - 23, 19 - 27 | Parciales: 28 - 12, 27 - 13, 20 - 23, 19 - 27 | Parciales: 28 - 12, 27 - 13, 20 - 23, 19 - 27 | Domo Bolivariano, Barquisimeto |  |
| C. Iziane 20                                  | Pts                                           | 18 R. Silva                                   | Domo Bolivariano, Barquisimeto |  |
| N. Colhado 12                                 | Rebs                                          | 5 Y. Corrales                                 | Domo Bolivariano, Barquisimeto |  |
| R. Joice 11                                   | Asists                                        | 5 W. Pérez                                    | Domo Bolivariano, Barquisimeto |  |

|                       |
| Brasil                |
| Campeón Brasil        |
| Vigésimo Sexto título |

## Tabla general
|                   | Equipo    | Pts | J | G | P | PF  | PC  | Dif  |
| ----------------- | --------- | --- | - | - | - | --- | --- | ---- |
| Medalla de oro    | Brasil    | 12  | 6 | 6 | 0 | 590 | 257 | 333  |
| Medalla de plata  | Venezuela | 9   | 5 | 4 | 1 | 386 | 318 | 68   |
| Medalla de bronce | Colombia  | 10  | 6 | 4 | 2 | 519 | 394 | 125  |
| 4                 | Argentina | 7   | 5 | 2 | 3 | 339 | 253 | 86   |
|                   |           |     |   |   |   |     |     |      |
| 5                 | Paraguay  | 8   | 5 | 3 | 2 | 368 | 489 | -121 |
| 6                 | Ecuador   | 5   | 4 | 1 | 3 | 218 | 291 | -73  |
| 7                 | Chile     | 5   | 4 | 1 | 3 | 229 | 319 | -90  |
| 8                 | Uruguay   | 4   | 4 | 0 | 4 | 193 | 328 | -135 |
| 9                 | Perú      | 3   | 3 | 0 | 3 | 124 | 256 | -132 |

## Cobertura televisiva
La cobertura Televisiva será emitida para todo el continente americano por los siguientes canales: 
- Venezuela: Meridiano TV, TeleAragua y TVR (TVR Cambia a La Tele Tuya a mitad de Torneo)
- Sudamérica: DirecTV Sports
- Argentina: InTV Sports
- Paraguay: CMM Sports